# Centre de recherche en cancérologie de Lyon
Le Centre de recherche en cancérologie de Lyon (CRCL, UMR INSERM 1052 CNRS 5286 Université Claude Bernard Lyon 1 - Centre Léon Bérard) est une structure académique de recherche localisée à Lyon et dont l'activité est dédiée à une recherche d'excellence sur la biologie des cancers. Le CRCL a pour tutelles l'Université Lyon 1, l'Inserm, le CNRS, le Centre Léon Bérard et pour partenaire hospitalier les Hospices Civils de Lyon. Le CRCL a été créé en janvier 2011 et ses missions ont été renouvelées par ses tutelles pour la période 2016-2020.
Une des ambitions du CRCL est de soutenir le développement d’une médecine translationnelle forte, au service des personnes malades. Ce transfert de savoirs est rendu possible grâce à la forte implication des médecins cliniciens et pathologistes du Centre Léon Bérard et des Hospices Civils de Lyon au sein des équipes scientifiques, pour créer ainsi un vrai continuum entre la recherche fondamentale et les applications cliniques. Le CRCL a également pour ambition d’accroitre la reconnaissance internationale et l’attractivité du site et de développer l’enseignement et la formation, avec notamment l'ouverture depuis 2013 d'un Master en cancérologie en tant que nouvelle formation diplômante de l'Université Lyon 1.

## Organisation
En 2023, le CRCL est composé de 24 équipes de recherche, abritant 600 personnes dont 150 chercheurs et enseignants-chercheurs.
En 2015, la structuration du CRCL repose sur trois départements scientifiques, porteurs d’axes de recherche prioritaires : 
- Signalisation de l'échappement tumoral
- Plasticité des cellules cancéreuses
- Immunité, virus, inflammation

En 2023, elle repose sur deux départements scientifiques : 
- Échappement tumoral, résistance et immunité,
- Initiation du cancer et identité de la cellule tumorale[2].

Les équipes du CRCL s’appuyent sur :
- des équipements techniques de pointe (plateforme de tri cellulaire et cytométrie, imagerie, laboratoire L3, laboratoire des modèles tumoraux, plateformes technologiques associées sur le site de Lyon Est),
- des services communs (cellule de gestion administrative, laverie…) pour les accompagner dans leurs projets.

## Intégration régionale
Les équipes du CRCL sont étroitement associées à l'activité du labex DEVweCAN « Cancer, Développement, thérapies ciblées » dirigé par Patrick Mehlen dont le projet a été retenu en 2011 dans le cadre des appels à projets Investissements d'Avenir. De plus, les équipes du CRCL sont membres de deux réseaux locaux et régionaux en cancérologie : le Cancéropôle CLARA et la Fondation Synergie Lyon Cancer. 
Dans la perspective d'une application médicale des recherches menées au CRCL, de fortes collaborations existent avec le Centre Léon Bérard et les Hospices civils de Lyon le également étroitement associées au site de recherche intégrée en cancérologie LyRIC (Dir. JY Blay) qui a été positivement évalué en 2011 dans le cadre de l'appel d'offre INCa 2010 SIRIC ("Site de recherche intégrée en cancérologie") du Plan Cancer II. 

## Liste des dirigeants
| Identité                        | Période          | Période | Durée |
| Identité                        | Début            | Fin     | Durée |
| ------------------------------- | ---------------- | ------- | ----- |
| Alain Puisieux (d) (né en 1964) | 2011             | 2019    | 8 ans |
| Patrick Mehlen (né en 1968)     | 2 septembre 2019 |         |       |